# Talis (arna)
Talis és un gènere d'arnes de la família Crambidae descrit per Achille Guenée el 1845.

## Taxonomia
- Talis afghanella Błeszyński, 1965
- Talis afra Bethune-Baker, 1894
- Talis arenella Ragonot, 1887
- Talis caboensis Asselbergs, 2009
- Talis cashmirensis (Hampson, 1919)
- Talis chamylella Staudinger, 1899
- Talis cornutella Wang & Sung, 1982
- Talis dilatalis Christoph, 1887
- Talis erenhotica Wang & Sung, 1982
- Talis evidens Kosakjewitsch, 1979
- Talis gigantalis Filipjev & Diakonoff, 1924
- Talis grisescens Filipjev & Diakonoff, 1924
- Talis menetriesi Hampson, 1900
- Talis mongolica Błeszyński, 1965
- Talis pallidalis Hampson, 1900
- Talis povolnyi Roesler, 1975
- Talis pulcherrimus (Staudinger, 1870)
- Talis qinghaiella Wang & Sung, 1982
- Talis quercella (Denis & Schiffermüller, 1775)
- Talis renetae Ganev & Hacker, 1984
- Talis wockei Filipjev, 1929